# (20493) 1999 OD5
A (20493) 1999 OD5 a Naprendszer kisbolygóövében található aszteroida. A LINEAR projekt keretében fedezték fel 1999. július 16-án.